# 丁酸丙酯
丁酸丙酯（英語：Propyl butyrate），是一种有机化合物，结构简式C3H7COOC3H7，可由正丁酸与1-丙醇在催化下反应制得，常温常压下为无色液体。
它和二苯基二硫醚、氯化镍、金属钐在四氢呋喃中反应，可以得到硫代丁酸-S-苯酯。